# Via Blanca
Via Blanca – droga w północnej części Kuby długości 138 km, łącząca stolicę kraju Hawanę z miastem Matanzas i kurortem Varadero. Jest to jedna z najbardziej zatłoczonych dróg w kraju łącząca dwa główne miejsca, gdzie przejeżdżają turyści.
Budowa arterii rozpoczęła się w 1945 r. Kulminacyjny punkt trasy – most Bacunayagua na granicy prowincji Mayabeque i Matanzas – został oddany do użytku w 1960 r.
Droga ma głównie 4 pasy ruchu – na niektórych odcinkach są one od siebie oddzielone. Przejazd odcinkiem Matanzas – Varadero jest płatny. Via Blanca jest jedną z najważniejszych dróg na wyspie i na znacznej długości biegnie wzdłuż wybrzeża Cieśniny Florydzkiej. Biegnie w kierunku wschód-zachód na odcinku 85 km pomiędzy miastami Hawana i Matanzas, przechodzi przez miasto Santa Cruz del Norte i dodatkowo biegnie przez 53 km w kierunku wschodnim do Varadero.

## Przebieg trasy

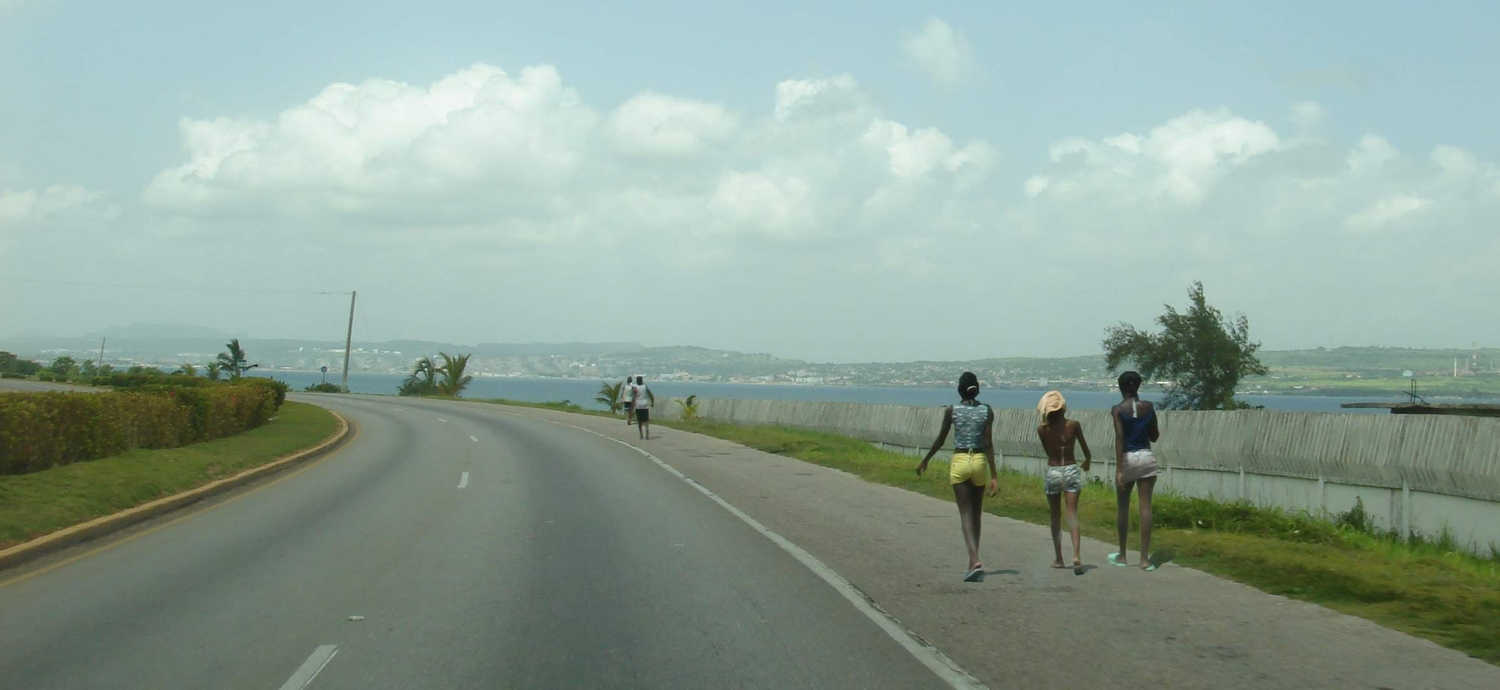
Via Blanca koło Mantazas

Via Blanca zaczyna się na południowo-zachodnich przedmieściach Hawany i biegnie przez południowe rejony miasta, po czym dociera w rejon wybrzeża. Od stolicy trasa prowadzi równolegle do Cieśniny Florydzkiej i mija kolejno miejscowości: Santa Maria del Mar, Santa Cruz del Norte oraz Matanzas. Następnie – po kilkunastu kilometrach – dociera do lotniska w Vardero. Po przekroczeniu mostu Via Blanca łączy się z układem drogowym ekskluzywnego (przeznaczonego dla zachodnich turystów) kurortu Varadero.
W rejonie mostu Bacunayagua powstała restauracja. Rozciąga się z niej rozległy widok na okolicę.